# Спрінгфілд (Манітоба)
Спрінгфілд (англ. Springfield) — сільський муніципалітет в Канаді, у провінції Манітоба.

## Населення
За даними перепису 2016 року, сільський муніципалітет нараховував 15342 особи, показавши зростання на 9,0%, порівняно з 2011-м роком. Середня густина населення становила 13,9 осіб/км².
З офіційних мов обидвома одночасно володіли 1 400 жителів, тільки англійською — 13 800, а 65 — жодною з них. Усього 1455 осіб вважали рідною мовою не одну з офіційних, з них 10 — одну з корінних мов, а 145 — українську.
Працездатне населення становило 70,4% усього населення, рівень безробіття — 4,5% (5,3% серед чоловіків та 3,5% серед жінок). 85,2% осіб були найманими працівниками, а 14% — самозайнятими.
Середній дохід на особу становив $54 127 (медіана $44 239), при цьому для чоловіків — $64 532, а для жінок $43 322 (медіани — $54 037 та $36 081 відповідно).
30,5% мешканців мали закінчену шкільну освіту, не мали закінченої шкільної освіти — 15,9%, 53,6% мали післяшкільну освіту, з яких 31,6% мали диплом бакалавра, або вищий, 25 осіб мали вчений ступінь.
| Статево-вікова структура населення | Статево-вікова структура населення | Статево-вікова структура населення | Статево-вікова структура населення | Статево-вікова структура населення |
| ---------------------------------- | ---------------------------------- | ---------------------------------- | ---------------------------------- | ---------------------------------- |
|                                    |                                    |                                    |                                    |                                    |
| Всього                             | Всього                             | 51,0%49,0%                         |                                    |                                    |
| 0 — 14 років                       | 0 — 14 років                       |                                    | 18,8%                              | 18,8%                              |
| 15 — 64 років                      | 15 — 64 років                      |                                    | 67,3%                              | 67,3%                              |
| 65 і більше                        | 65 і більше                        |                                    | 13,9%                              | 13,9%                              |
| 85 і більше                        | 85 і більше                        |                                    | 0,9%                               | 0,9%                               |
| 100 і більше                       | 100 і більше                       |                                    | 0%                                 | 0%                                 |
| Середній вік (років)               | Середній вік (років)               | 39,740,1                           | 39,9                               | 39,9                               |
| Медіана (років)                    | Медіана (років)                    | 41,842,3                           | 42,1                               | 42,1                               |
| — чоловіки — жінки                 |                                    |                                    |                                    |                                    |

| Походження мешканців:     | Походження мешканців:     | Походження мешканців: | Походження мешканців: | Походження мешканців: |
| ------------------------- | ------------------------- | --------------------- | --------------------- | --------------------- |
| Походження                |                           |                       | осіб                  | %                     |
| Корінні американці        | Корінні американці        |                       | 1 505                 | 10.01%                |
| Інше північноамериканське | Інше північноамериканське |                       | 3 615                 | 24.04%                |
| Європейське               | Європейське               |                       | 13 270                | 88.26%                |
| британське                | британське                |                       | 6 655                 | 44.26%                |
| французьке                | французьке                |                       | 2 275                 | 15.13%                |
| українське                | українське                |                       | 3 850                 | 25.61%                |
| Латинськоамериканське     | Латинськоамериканське     |                       | 160                   | 1.06%                 |
| Карибське                 | Карибське                 |                       | 70                    | 0.47%                 |
| Африканське               | Африканське               |                       | 50                    | 0.33%                 |
| Азійське                  | Азійське                  |                       | 325                   | 2.16%                 |
| Океанійське               | Океанійське               |                       | 15                    | 0.1%                  |

| Зайнятість населення за галузями (за класифікацією NOC): | Зайнятість населення за галузями (за класифікацією NOC): | Зайнятість населення за галузями (за класифікацією NOC): | Зайнятість населення за галузями (за класифікацією NOC): | Зайнятість населення за галузями (за класифікацією NOC): |
| -------------------------------------------------------- | -------------------------------------------------------- | -------------------------------------------------------- | -------------------------------------------------------- | -------------------------------------------------------- |
|                                                          |                                                          |                                                          |                                                          |                                                          |
| Управління                                               | Управління                                               |                                                          | 15,5%                                                    | 15,5%                                                    |
| Бізнес, фінанси та адміністрування                       | Бізнес, фінанси та адміністрування                       |                                                          | 15,9%                                                    | 15,9%                                                    |
| Природничі та прикладні науки                            | Природничі та прикладні науки                            |                                                          | 4,9%                                                     | 4,9%                                                     |
| Охорона здоров'я                                         | Охорона здоров'я                                         |                                                          | 7,2%                                                     | 7,2%                                                     |
| Освіта, правозахист, муніципальні та урядові служби      | Освіта, правозахист, муніципальні та урядові служби      |                                                          | 12,4%                                                    | 12,4%                                                    |
| Мистецтво, культура, відпочинок та спорт                 | Мистецтво, культура, відпочинок та спорт                 |                                                          | 1,9%                                                     | 1,9%                                                     |
| Роздрібна торгівля та послуги                            | Роздрібна торгівля та послуги                            |                                                          | 15,1%                                                    | 15,1%                                                    |
| Гуртова торгівля, транспорт та обладнання                | Гуртова торгівля, транспорт та обладнання                |                                                          | 22,3%                                                    | 22,3%                                                    |
| Природні ресурси, сільське господарство                  | Природні ресурси, сільське господарство                  |                                                          | 2%                                                       | 2%                                                       |
| Виробництво                                              | Виробництво                                              |                                                          | 2,9%                                                     | 2,9%                                                     |

## Клімат
Середня річна температура становить 2,5°C, середня максимальна – 23,4°C, а середня мінімальна – -24,9°C. Середня річна кількість опадів – 613 мм.
| Клімат поселення                              | Клімат поселення | Клімат поселення | Клімат поселення | Клімат поселення | Клімат поселення | Клімат поселення | Клімат поселення | Клімат поселення | Клімат поселення | Клімат поселення | Клімат поселення | Клімат поселення | Клімат поселення |
| Показник                                      | Січ.             | Лют.             | Бер.             | Квіт.            | Трав.            | Черв.            | Лип.             | Серп.            | Вер.             | Жовт.            | Лист.            | Груд.            |                  |
| Середній максимум, °C                         | −11,81           | −7,8             | −0,54            | 9,95             | 18,26            | 23,44            | 23,42            | 22,60            | 16,92            | 9,80             | −0,14            | −9,84            |                  |
| Середня температура, °C                       | −18,32           | −14,35           | −7,1             | 3,41             | 11,72            | 16,90            | 19,18            | 18,33            | 12,70            | 5,60             | −4,4             | −14,1            |                  |
| Середній мінімум, °C                          | −24,87           | −20,88           | −13,61           | −3,1             | 5,20             | 10,38            | 14,94            | 14,11            | 8,46             | 1,32             | −8,62            | −18,3            |                  |
| Норма опадів, мм                              | 27               | 16               | 27               | 31               | 76               | 102              | 94               | 80               | 57               | 44               | 31               | 28               |                  |
| Середньомісячна швидкість вітру, м/с          | 3.88             | 3.80             | 4.00             | 4.11             | 4.20             | 3.80             | 3.40             | 3.60             | 4.00             | 4.30             | 4.20             | 3.90             |                  |
| Середньомісячна сонячна радіація, кДж/м²·день | 4354             | 7821             | 12520            | 17147            | 20002            | 21061            | 21518            | 18295            | 12566            | 7454             | 4165             | 3181             |                  |
| --------------------------------------------- | ---------------- | ---------------- | ---------------- | ---------------- | ---------------- | ---------------- | ---------------- | ---------------- | ---------------- | ---------------- | ---------------- | ---------------- | ---------------- |
| Джерело:                                      |                  |                  |                  |                  |                  |                  |                  |                  |                  |                  |                  |                  |                  |